# Fluxiderma verrucosum
Fluxiderma verrucosum är en djurart som tillhör fylumet bukhårsdjur, och som först beskrevs av Roszczak 1935.  Fluxiderma verrucosum ingår i släktet Fluxiderma och familjen Chaetonotidae. Inga underarter finns listade i Catalogue of Life.